# Municipio de Afton (condado de Howard)
El municipio de Afton (en inglés: Afton Township) es un municipio ubicado en el condado de Howard en el estado estadounidense de Iowa. En el año 2019 tenía una población de 879 habitantes y una densidad poblacional de 6,22 personas por km².

## Geografía
El municipio de Afton se encuentra ubicado en las coordenadas 43°16′38″N 92°29′43″O / 43.27722, -92.49528. Según la Oficina del Censo de los Estados Unidos, el municipio tiene una superficie total de 130.76 km², de la cual 130,53 km² corresponden a tierra firme y (0,18 %) 0,23 km² es agua.

## Demografía
Según el censo de 2010, había 813 personas residiendo en el municipio de Afton. La densidad de población era de 6,22 hab./km². De los 813 habitantes, el municipio de Afton estaba compuesto por el 97,91 % blancos, el 0,86 % eran afroamericanos, el 0,12 % eran isleños del Pacífico y el 1,11 % eran de una mezcla de razas. Del total de la población el 0,12 % eran hispanos o latinos de cualquier raza.